# 박영호 (극작가)
박영호(朴英鎬, 1911년 ~ 1953년)는 일제강점기의 극작가이다. 대중가요 작사가로도 활동했고, 필명으로 처녀림(處女林), 불사조(不死鳥)를 사용했다. 조명암의 필명 김다인도 함께 사용했을지 모른다는 설이 있다.

## 생애
성장기나 학창 시절에 대한 정보는 거의 남아있지 않다. 강원도 통천에서 출생하였으며 지난날 한때 함경남도 함주에서 잠시 유아기를 보낸 적이 있고 그 후 함경남도 원산부에서 학교를 다니면서 독학으로 문학을 공부했다는 정도로 알려졌다.
1920년대에 조선프롤레타리아예술가동맹 계열에서 희곡을 창작하며 문단에 등단하여 1930년대부터는 대중가요의 가사도 작사했다. 카프 활동 중에는 경찰에 구속된 일도 있다. 박영호가 간여한 원산의 조선연극공장은 일제 강점기 연극사의 독특한 존재로, 지방에 기반을 둔 프로 연극단체로서 활발한 활동을 하였고 기존 흥행극을 혁신해 프로 연극으로 발전시킨 사례도 있다.
1939년 극단 고협이 공연한 〈정어리〉가 호평을 받았다. 〈정어리〉 공연을 계기로 고협은 아랑과 함께 광복 시점까지 연극계의 대표적인 대중극 공연 단체로 자리잡았다.
일제강점기 말기에 친일 희곡을 썼다. 1942년 조선총독부가 후원해 열린 제1회 연극경연대회에 〈산돼지〉, 이듬해의 제2회 대회에는 〈물새〉를, 1945년 열린 제3회 대회에는 〈별의 합창〉을 출품했다. 이 가운데 어촌을 배경으로 지원병제를 홍보하는 내용의 〈물새〉는 연출상, 장치상, 남녀 연기상을 휩쓸었다.
1932년부터 작사가로 활동하여 높은 인기를 얻었고, 태평레코드와 시에론레코드의 문예부장을 지낸 바 있다. 일제 강점기 말기에는 군국 가요의 가사도 창작했다.  〈민초합창〉, 〈천리 전장(戰場)〉과 〈달 있는 모항(母港)〉 등이 알려져 있다.
광복 후 조선문화건설중앙협의회에 참여했다가 1946년에 두 번째 부인인 작가 이선희와 함께 월북하였고, 북조선연극인동맹의 초대 위원장을 지냈다. 한국 전쟁 때 조선인민군 종군작가로 참전하였다가 휴전을 앞두고 사망했다. 1952년 병사설과 1953년 전사설이 있다.

## 사후
2002년 발표된 친일 문학인 42인 명단에 들어 있으며, 2008년 선정된 민족문제연구소의 친일인명사전 수록예정자 명단 연극/영화 부문, 2009년 친일반민족행위진상규명위원회가 발표한 친일반민족행위 705인 명단에도 포함되었다. 1944년 《조광》에 발표한 희곡 《김옥균의 사》 등 총 10편의 친일 저작물이 확인되었다.
〈짝사랑〉, 〈오빠는 풍각쟁이〉, 〈물방아 사랑〉, 〈망향초사랑〉, 〈연락선은 떠난다〉, 〈울어라 문풍지〉, 〈번지없는 주막〉 등 일제 강점기에 작사한 히트곡들이 다수 있었으나, 월북 예술인들이 1990년대에 해금되기까지는 다른 사람이 작사한 곡으로 잘못 알려져 왔다.

## 참고 문헌
- 강옥희; 이영미; 이순진; 이승희 (2006년 12월 15일). 《식민지시대 대중예술인 사전》. 서울: 소도. 127~129쪽. ISBN 9788990626264.